# Ave Maris Stella
Ave Maris Stella (latín: "Salve Estrella del Mar"): con estas palabras comienza un himno latino que se canta en la Liturgia de las Horas de la Iglesia católica en las fiestas marianas, concretamente en Vísperas. El texto se conoce desde el siglo IX; su autor es desconocido (se ha atribuido a autores diversos; entre ellos, a Venantius Fortunatus y Pablo Diácono). Es uno de los muchos himnos marianos medievales, como la Salve, el Stabat Mater o el Alma Redemptoris Mater.

## Origen del título
El título "Estrella del mar", que aquí se aplica a María, procede de la interpretación de un pasaje del Antiguo Testamento, concretamente del primer libro de los Reyes, 18,41-45. En este pasaje, se describe cómo una pequeña nube se eleva sobre el mar y anuncia al profeta Elías, mientras oraba en el monte Carmelo, la venida de la lluvia. Esta era una gran noticia, pues anunciaba el fin de la grave sequía. Se aplica esta imagen a María, pues ella anuncia la venida del Salvador, que pone fin a la sequía del hombre, que ansía la redención. Jesús es la fuente que sacia la sed de Dios que tienen los hombres.

## Himno acádico
Es, además, el himno de la comunidad francófona de Acadia, localizado en las provincias canadienses de Nueva Escocia y Nuevo Brunswick. Fue adoptado como himno del pueblo acadiano en la Conferencia Nacional Acadiana de 1884. Hasta hoy es una fuente de patriotismo para los acadianos.

## Composiciones musicales
Durante siglos el texto se ha cantado con una melodía gregoriana. El texto ha servido de base a numerosas composiciones musicales, desde Guillaume Dufay hasta la actualidad (véase por ejemplo la composición reciente de Trond Kverno). Han compuesto sobre este himno, entre otros, Giovanni Pierluigi da Palestrina, Claudio Monteverdi, Hans Leo Hassler, Antonio Vivaldi, Johann Sebastian Bach, Jehan Titelouze, Marcel Dupré, Tomás Luis de Victoria, Antonín Dvořák, Edvard Grieg, Franz Liszt, Josquin Desprez, Josef Gabriel Rheinberger, Miguel Bernal Jiménez, Antonio de Cabezón, Joan Cabanilles, John F. Larchet, Peter Maxwell Davies, Juris Karlsons y Antonio Estévez.

## Texto en latín
Ave, Maris stella,
Dei mater alma,
Atque semper Virgo
Felix caeli porta
Sumens illud Ave
Gabrielis ore,
Funda nos in pace,
Mutans Evae nomen.
Solve vincla reis,
Profer lumen caecis,
Mala nostra pelle,
Bona cuncta posce.
Monstra te esse matrem,
Sumat per te preces
Qui pro nobis natus,
tulit esse tuus.
Virgo singularis
Inter omnes mitis,
Nos culpis solutos
Mites fac et castos.
Vitam praesta puram,
iter para tutum:
ut videntes lesum
semper collaetemur.
Sit laus Deo Patri,
summo Christo decus,
Spiritui Sancto,
tribus honor unus. Amen.

## Versión deLope de Vega
Salve, del mar Estrella,
Salve, Madre sagrada
De Dios y siempre Virgen,
Puerta del cielo Santa.
Tomando de Gabriel
El Ave, Virgen alma,
Mudando el nombre de Eva,
Paces divinas trata.
La vista restituye,
Las cadenas desata,
Todos los males quita,
Todos los bienes causa.
Muéstrate Madre, y llegue
Por Ti nuestra esperanza
A quien, por darnos vida,
Nació de tus entrañas.
Entre todas piadosa,
Virgen, en nuestras almas,
Libres de culpa, infunde
Virtud humilde y casta.
Vida nos presta pura,
Camino firme allana;
Que quien a Jesús llega,
Eterno gozo alcanza.
Al Padre, al Hijo, al Santo
Espíritu alabanzas;
Una a los tres le demos,
Y siempre eternas gracias.